# Tour de Catalogne 1963
Le Tour de Catalogne 1963 est la 43e édition du Tour de Catalogne, une course cycliste par étapes en Espagne. L'épreuve se déroule sur 9 étapes du 8 au 15 septembre 1963 sur un total de 1 282,5 km. Le vainqueur final est le Français Joseph Novales de l'équipe Margnat-Paloma, devant Angelino Soler et d'Antonio Suárez.

## Étapes
| Étape | Date         | Parcours                                       | km    | Vainqueur d’étape   | Leader du classement général |
| ----- | ------------ | ---------------------------------------------- | ----- | ------------------- | ---------------------------- |
| 1     | 8 septembre  | Circuit de Montjuïc (Barcelone)                | 39,0  | Jean Graczyk        | Jean Graczyk                 |
| 2     | 8 septembre  | Barcelone – Calella                            | 77,5  | Jean Graczyk        | Jean Graczyk                 |
| 3     | 9 septembre  | Calella - Lloret de Mar                        | 186,0 | Frans Brands        | Joseph Novales               |
| 4a    | 10 septembre | Lloret de Mar - Sant Feliu de Guíxols (clm/éq) | 42,0  | Margnat-Paloma      | Joseph Novales               |
| 4b    | 10 septembre | Sant Feliu de Guíxols - Ribes de Freser        | 141,0 | Fernando Manzaneque | Joseph Novales               |
| 5     | 11 septembre | Ribes de Freser - Les Escaldes (ca) (AND)      | 120,0 | Antonio Karmany     | Joseph Novales               |
| 6     | 12 septembre | La Seu d'Urgell - Tarragone                    | 229,0 | Antonio Bertrán     | Joseph Novales               |
| 7     | 13 septembre | Tarragone - Tortosa                            | 143,0 | Jaume Alomar        | Joseph Novales               |
| 8a    | 14 septembre | Tortosa - Salou                                | 126,0 | Jaume Alomar        | Joseph Novales               |
| 8b    | 14 septembre | Salou - Reus (clm)                             | 38,0  | Valentín Uriona     | Joseph Novales               |
| 9     | 15 septembre | Reus - Barcelone                               | 141,0 | Antón Barrutia      | Joseph Novales               |

### 1reétape[1]
08-09-1963: Circuit de Montjuïc (Barcelone), 39,0 km :
|   | Cycliste          | Équipe         | Temps       |
| - | ----------------- | -------------- | ----------- |
| 1 | Jean Graczyk      | Margnat-Paloma | 55 min 34 s |
| 2 | Carlos Echeverría | Kas            | m.t.        |
| 3 | José Segú         | Faema-Flandria | m.t.        |

|   | Cycliste          | Équipe         | Temps       |
| - | ----------------- | -------------- | ----------- |
| 1 | Jean Graczyk      | Margnat-Paloma | 55 min 34 s |
| 2 | Carlos Echeverría | Kas            | m.t.        |
| 3 | José Segú         | Faema-Flandria | m.t.        |

### 2eétape[1]
08-09-1963: Barcelone – Calella, 77,5 km :
|   | Cycliste        | Équipe         | Temps           |
| - | --------------- | -------------- | --------------- |
| 1 | Jean Graczyk    | Margnat-Paloma | 1 h 42 min 25 s |
| 2 | José Segú       | Faema-Flandria | m.t.            |
| 3 | Roberto Morales | Kas            | m.t.            |

|   | Cycliste          | Équipe         | Temps           |
| - | ----------------- | -------------- | --------------- |
| 1 | Jean Graczyk      | Margnat-Paloma | 2 h 37 min 59 s |
| 2 | José Segú         | Faema-Flandria | m.t.            |
| 3 | Carlos Echeverría | Kas            | m.t.            |

### 3eétape[2]
09-09-1963: Calella – Lloret de Mar, 186,0 km :
|   | Cycliste          | Équipe         | Temps           |
| - | ----------------- | -------------- | --------------- |
| 1 | Frans Brands      | Faema-Flandria | 5 h 37 min 25 s |
| 2 | Joseph Novales    | Margnat-Paloma | m.t.            |
| 3 | Salvador Honrubia | Ferrys         | + 27 s          |

|   | Cycliste            | Équipe          | Temps           |
| - | ------------------- | --------------- | --------------- |
| 1 | Joseph Novales      | Margnat-Paloma  | 8 h 15 min 24 s |
| 2 | Frans Brands        | Faema-Flandria  | + 54 s          |
| 3 | Giovanni Bettinelli | Cité-Telesprint | + 1 min 18 s    |

### 4eétape[2]
10-09-1963: (4A Lloret de Mar - Sant Feliu de Guíxols 42 km clm/éq) et (4B Sant Feliu de Guíxols - Ribes de Freser 141 km):
|   | Équipe         | Temps           |
| - | -------------- | --------------- |
| 1 | Margnat-Paloma | 1 h 00 min 14 s |
| 2 | Faema-Flandria | + 29 s          |
| 3 | Kas            | + 1 min 05 s    |

|   | Cycliste            | Équipe         | Temps           |
| - | ------------------- | -------------- | --------------- |
| 1 | Fernando Manzaneque | Ferrys         | 4 h 16 min 46 s |
| 2 | Francisco Gabica    | Kas            | + 17 s          |
| 3 | Angelino Soler      | Faema-Flandria | + 27 s          |

|   | Cycliste                | Équipe         | Temps           |
| - | ----------------------- | -------------- | --------------- |
| 1 | Joseph Novales          | Margnat-Paloma | 5 h 17 min 32 s |
| 2 | Angelino Soler          | Faema-Flandria | + 24 s          |
| 3 | Antonio Gómez del Moral | Faema-Flandria | + 29 s          |

|   | Cycliste                | Équipe         | Temps            |
| - | ----------------------- | -------------- | ---------------- |
| 1 | Joseph Novales          | Margnat-Paloma | 13 h 32 min 56 s |
| 2 | Salvador Honrubia       | Ferrys         | + 3 min 28 s     |
| 3 | Antonio Gómez del Moral | Faema-Flandria | + 6 min 28 s     |

### 5eétape[3]
11-09-1963: Ribes de Freser - Les Escaldes (ca), 120,0 km :
|   | Cycliste         | Équipe         | Temps           |
| - | ---------------- | -------------- | --------------- |
| 1 | Antonio Karmany  | Ferrys         | 3 h 02 min 16 s |
| 2 | Sebastián Elorza | Kas            | + 7 s           |
| 3 | José Segú        | Faema-Flandria | + 45 s          |

|   | Cycliste                | Équipe         | Temps            |
| - | ----------------------- | -------------- | ---------------- |
| 1 | Joseph Novales          | Margnat-Paloma | 16 h 35 min 57 s |
| 2 | Antonio Gómez del Moral | Faema-Flandria | + 6 min 28 s     |
| 3 | Angelino Soler          | Faema-Flandria | + 6 min 32 s     |

### 6eétape[4]
12-09-1963: La Seu d'Urgell - Tarragone, 229,0 km :
|   | Cycliste         | Équipe          | Temps           |
| - | ---------------- | --------------- | --------------- |
| 1 | Antonio Bertrán  | Ferrys          | 6 h 18 min 09 s |
| 2 | Roberto Morales  | Kas             | m.t.            |
| 3 | Antonio Carreras | Cité-Telesprint | m.t.            |

|   | Cycliste                | Équipe         | Temps            |
| - | ----------------------- | -------------- | ---------------- |
| 1 | Joseph Novales          | Margnat-Paloma | 22 h 57 min 36 s |
| 2 | Antonio Gómez del Moral | Faema-Flandria | + 6 min 28 s     |
| 3 | Angelino Soler          | Faema-Flandria | + 6 min 32 s     |

### 7eétape[5]
13-09-1963: Tarragone - Tortosa, 143,0 km :
|   | Cycliste          | Équipe          | Temps           |
| - | ----------------- | --------------- | --------------- |
| 1 | Jaume Alomar      | Cité-Telesprint | 3 h 38 min 21 s |
| 2 | José Segú         | Faema-Flandria  | m.t.            |
| 3 | Carlos Echeverría | Kas             | m.t.            |

|   | Cycliste                | Équipe         | Temps            |
| - | ----------------------- | -------------- | ---------------- |
| 1 | Joseph Novales          | Margnat-Paloma | 26 h 35 min 57 s |
| 2 | Antonio Gómez del Moral | Faema-Flandria | + 6 min 28 s     |
| 3 | Angelino Soler          | Faema-Flandria | + 6 min 32 s     |

### 8eétape[6]
14-09-1963: (8A Tortosa - Salou 126 km) et (8B Salou - Reus 38 km clm):
|   | Cycliste      | Équipe              | Temps           |
| - | ------------- | ------------------- | --------------- |
| 1 | Jaume Alomar  | Cité-Telesprint     | 3 h 31 min 52 s |
| 2 | José Quesada  | C.C. Barcelonès-EMI | + 2 min 40 s    |
| 3 | Pietro Zoppas | Cité-Telesprint     | + 2 min 49 s    |

|   | Cycliste        | Équipe         | Temps       |
| - | --------------- | -------------- | ----------- |
| 1 | Valentín Uriona | Kas            | 59 min 54 s |
| 2 | Angelino Soler  | Faema-Flandria | + 44 s      |
| 3 | Antonio Suárez  | Faema-Flandria | + 48 s      |

|   | Cycliste        | Équipe          | Temps           |
| - | --------------- | --------------- | --------------- |
| 1 | Valentín Uriona | Kas             | 4 h 34 min 35 s |
| 2 | Jaume Alomar    | Cité-Telesprint | + 10 s          |
| 3 | Angelino Soler  | Faema-Flandria  | + 44 s          |

|   | Cycliste       | Équipe         | Temps            |
| - | -------------- | -------------- | ---------------- |
| 1 | Joseph Novales | Margnat-Paloma | 31 h 12 min 18 s |
| 2 | Angelino Soler | Faema-Flandria | + 5 min 30 s     |
| 3 | Antonio Suárez | Faema-Flandria | + 5 min 39 s     |

### 9eétape[7]
15-09-1963: Reus - Barcelone, 141,0 km :
|   | Cycliste           | Équipe          | Temps           |
| - | ------------------ | --------------- | --------------- |
| 1 | Antón Barrutia     | Kas             | 3 h 48 min 06 s |
| 2 | Juan Jorge Nicolau | Cité-Telesprint | m.t.            |
| 3 | José Segú          | Faema-Flandria  | m.t.            |

|   | Cycliste       | Équipe         | Temps            |
| - | -------------- | -------------- | ---------------- |
| 1 | Joseph Novales | Margnat-Paloma | 35 h 01 min 05 s |
| 2 | Angelino Soler | Faema-Flandria | + 5 min 30 s     |
| 3 | Antonio Suárez | Faema-Flandria | + 5 min 39 s     |

## Classement général
|    | Cycliste                | Équipe         | Temps            |
| -- | ----------------------- | -------------- | ---------------- |
| 1  | Joseph Novales          | Margnat-Paloma | 35 h 01 min 05 s |
| 2  | Angelino Soler          | Faema-Flandria | + 5 min 30 s     |
| 3  | Antonio Suárez          | Faema-Flandria | + 5 min 39 s     |
| 4  | Valentín Uriona         | Kas            | + 6 min 14 s     |
| 5  | Eusebio Vélez           | Kas            | + 6 min 48 s     |
| 6  | Francisco Gabica        | Kas            | + 6 min 51 s     |
| 7  | Antonio Gómez del Moral | Faema-Flandria | + 8 min 28 s     |
| 8  | Peter Crinnion          | Margnat-Paloma | + 8 min 56 s     |
| 9  | Antonio Karmany         | Ferrys         | + 9 min 54 s     |
| 10 | Fernando Manzaneque     | Ferrys         | + 10 min 10 s    |

## Classements annexes
| \| \| Cycliste \| Équipe \| Points \| \| - \| ----------------------- \| -------------- \| ------ \| \| 1 \| Fernando Manzaneque \| Ferrys \| 19 \| \| 2 \| Antonio Gómez del Moral \| Faema-Flandria \| 18 \| \| 3 \| Ventura Díaz \| Ferrys \| 15 \| |                         |                |        |
| | Cycliste                | Équipe         | Points |
| 1 | Fernando Manzaneque     | Ferrys         | 19     |
| 2 | Antonio Gómez del Moral | Faema-Flandria | 18     |
| 3 | Ventura Díaz            | Ferrys         | 15     |

|   | Cycliste     | Équipe          | Points |
| - | ------------ | --------------- | ------ |
| 1 | José Segú    | Faema-Flandria  | 49     |
| 2 | Jaume Alomar | Cité-Telesprint | 39     |
| 3 | Jean Graczyk | Margnat-Paloma  | 33     |

|   | Équipe         | Pays     | Temps             |
| - | -------------- | -------- | ----------------- |
| 1 | Faema-Flandria | Belgique | 105 h 22 min 52 s |
| 2 | Kas            | Espagne  | + 16 s            |
| 3 | Margnat-Paloma | France   | + 3 min 42 s      |